# Brad Miller (Politiker)

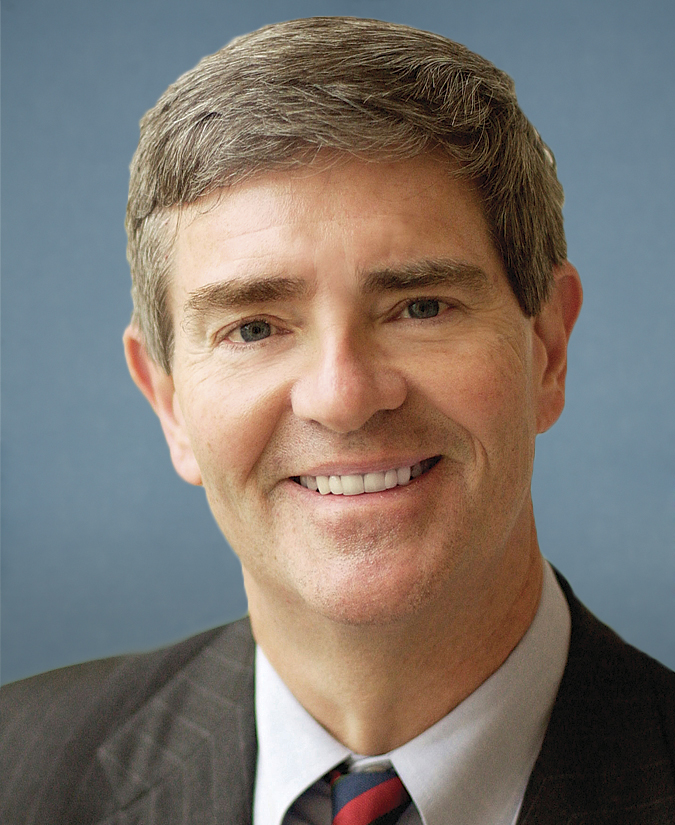
Brad Miller

Ralph Bradley „Brad“ Miller (* 19. Mai 1953 in Fayetteville, North Carolina) ist ein US-amerikanischer Politiker. Zwischen 2003 und 2013 vertrat er den Bundesstaat North Carolina im US-Repräsentantenhaus.

## Werdegang
Brad Miller besuchte die Terry Sanford Senior High School in Fayetteville. Danach studierte er bis 1975 an der University of North Carolina in Chapel Hill. Daran schloss sich bis 1978 ein Studium an der School of Economics in London an. Nach einem anschließenden Jurastudium an der Columbia University in New York City und seiner im Jahr 1979 erfolgten Zulassung als Rechtsanwalt begann er in seinem neuen Beruf zu arbeiten.
Gleichzeitig schlug er als Mitglied der Demokratischen Partei eine politische Laufbahn ein. Zwischen 1992 und 1994 saß er als Abgeordneter im Repräsentantenhaus von North Carolina; von 1996 bis 2002 gehörte er dem Staatssenat an. Bei den Kongresswahlen des Jahres 2002 wurde er im damals wieder eingerichteten 13. Wahlbezirk von North Carolina in das US-Repräsentantenhaus in Washington, D.C. gewählt, wo er am 3. Januar 2003 seine Arbeit aufnahm. Nach vier Wiederwahlen verzichtete er 2012 auf eine weitere Kandidatur und schied am 3. Januar 2013 aus dem Kongress aus. Miller war Mitglied im Finanzausschuss, im Ausschuss für Wissenschaft, Raumfahrt und Technologie sowie in fünf Unterausschüssen. 